# 西班牙民族主義
西班牙民族主義是一種支持西班牙成為一個統一國家以及增強國家實力的思想，它的歷史可以追溯至卡迪斯議會的成立。 受西班牙民族主義的影響， 收復失地運動興起，同時西班牙又積極對外擴張，形成西班牙帝國。
20世纪上半叶，當時的西班牙民族主義者主要在西班牙境內維持西班牙语的統治地位並打壓其他西班牙语言 。
2017—2018年西班牙憲政危機期間，西班牙民族主义者紛紛在建筑物上悬挂西班牙国旗。 